# Štefka Drolc
Štefka Drolc (Ponikva, 22 de diciembre de 1923 – 25 de junio de 2018), nombre completo Štefanija Ana Drolc, fue una actriz eslovena, una de las más conocidas de la historia de su país.

## Biografía
Štefka Drolc comenzó su carrera en Maribor. En la temporada 1945/46, después de varias temporadas exitosas como actriz amateur, comenzó a trabajar en el Teatro dramático nacional de Maribor. En 1948 se trasladó a Trieste y permaneció allí hasta el final de la temporada 1958/59. Desde 1960, fue miembro de pleno derecho del Teatro Nacional Esloveno de Liubliana.
Como actriz, debutó en la película Na svoji zemlji, que fue el primer largometraje sonoro en esloveno. También protagonizó películas como Cvetje v jeseni (1973), Povest o dobrih ljudeh (1975) o Deseti brat (1982).
Trabajó como profesora en la Academia de Teatro, Radio, Cine y Televisión (AGFRT) en Liubliana. 
Por su trabajo, recibió el Premio Prešeren (2009) por su trayectoria y la Orden de Plata de la Libertad (1996).
Se casó con el director Jože Babič.